# Bruce Karl Braswell
Bruce Karl Braswell (* 8. Oktober 1933 in Berryville, Arkansas; † 7. September 2013 in Fayetteville, Arkansas) war ein US-amerikanischer Klassischer Philologe.
Bruce Karl Braswell studierte an der University of Toronto Klassische Philologie (MA 1961). Anschließend veröffentlichte er Aufsätze zur antiken griechischen und lateinischen sowie zu mittellateinischen Literatur. Er vertiefte seiner Studien an der University of Oxford, wo er 1970 den Bachelorgrad erlangte. Danach lehrte und forschte er an der Freien Universität Berlin, wo er sich 1977 habilitierte und zum Privatdozenten ernannt wurde. 1978 wurde er in Oxford zum D.Phil. promoviert; im selben Jahr heiratete er die schweizerische Philologin Margarethe Billerbeck. 1987 ging er als Gastprofessor an die Universität Fribourg in der Schweiz, wo er in Lehre und Forschung aktiv war. Er war Senior Research Fellow.
Braswells Forschungsschwerpunkt waren Pindars Oden, zu denen er vier Einzelkommentare und zahlreiche Studien vorlegte. Er beschäftigte sich außerdem mit den antiken Kommentaren zu Pindar und der Rezeption des Dichters in der modernen Forschung. Daher rührt auch seine Beschäftigung mit den antiken Grammatikern. Gemeinsam mit Margarethe Billerbeck gab er eine Edition der Fragmente und Testimonien des Grammatikers Epaphroditos heraus (2007); beide fungierten auch als Herausgeber der Schriftenreihe Sapheneia. Beiträge zur Klassischen Philologie.

## Schriften (Auswahl)
- A commentary on the fourth Pythian ode of Pindar (= Texte und Kommentare. Band 14). Walter de Gruyter, Berlin/New York 1988, ISBN 3-11-010328-1.[1]
- A commentary on Pindar Nemean One. With an iconographical appendix by Jean-Marc Moret. Fribourg University Press, Fribourg 1992, ISBN 2-8271-0581-0.
- A commentary on Pindar Nemean Nine (= Texte und Kommentare. Band 19). Walter de Gruyter, Berlin/New York 1998, ISBN 3-11-016124-9.
- mit Margarethe Billerbeck: The Grammarian Epaphroditus: Testimonia and Fragments (= Sapheneia. Band 13). Lang, Bern u. a. 2007, ISBN 978-3-03911-450-4.
- Didymos of Alexandria: Commentary on Pindar (= Schweizerische Beiträge zur Altertumswissenschaft. Band 41). Schwabe, Basel 2013, ISBN 978-3-7965-2901-6 (2. überarbeitete Ausgabe 2017).
- Two studies on Pindar. Herausgegeben von Arlette Neumann-Hartmann (= Sapheneia. Band 18). Peter Lang, Frankfurt am Main u. a. 2015, ISBN 978-3-0343-1676-7 (Teil 1 zur Rezeption von Pindars neunter Nemeischer Ode; Teil 2 ist ein Kommentar zur zehnten Nemeischen Ode).